# RTN4RL1
RTN4RL1 (англ. Reticulon 4 receptor like 1) – білок, який кодується однойменним геном, розташованим у людей на 17-й хромосомі. Довжина поліпептидного ланцюга білка становить 441 амінокислот, а молекулярна маса — 49 065.
| 10         |  | 20         |  | 30         |  | 40         |  | 50         |
| ---------- |  | ---------- |  | ---------- |  | ---------- |  | ---------- |
| MLRKGCCVEL |  | LLLLVAAELP |  | LGGGCPRDCV |  | CYPAPMTVSC |  | QAHNFAAIPE |
| GIPVDSERVF |  | LQNNRIGLLQ |  | PGHFSPAMVT |  | LWIYSNNITY |  | IHPSTFEGFV |
| HLEELDLGDN |  | RQLRTLAPET |  | FQGLVKLHAL |  | YLYKCGLSAL |  | PAGVFGGLHS |
| LQYLYLQDNH |  | IEYLQDDIFV |  | DLVNLSHLFL |  | HGNKLWSLGP |  | GTFRGLVNLD |
| RLLLHENQLQ |  | WVHHKAFHDL |  | RRLTTLFLFN |  | NSLSELQGEC |  | LAPLGALEFL |
| RLNGNPWDCG |  | CRARSLWEWL |  | QRFRGSSSAV |  | PCVSPGLRHG |  | QDLKLLRAED |
| FRNCTGPASP |  | HQIKSHTLTT |  | TDRAARKEHH |  | SPHGPTRSKG |  | HPHGPRPGHR |
| KPGKNCTNPR |  | NRNQISKAGA |  | GKQAPELPDY |  | APDYQHKFSF |  | DIMPTARPKR |
| KGKCARRTPI |  | RAPSGVQQAS |  | SASSLGASLL |  | AWTLGLAVTL |  | R          |

A: Аланін

C: Цистеїн

D: Аспарагінова кислота

E: Глутамінова кислота

F: Фенілаланін

G: Гліцин

H: Гістидин

I: Ізолейцин

K: Лізин

L: Лейцин

M: Метіонін

N: Аспарагін

P: Пролін

Q: Глутамін

R: Аргінін

S: Серин

T: Треонін

V: Валін

W: Триптофан

Кодований геном білок за функціями належить до рецепторів, ліпопротеїнів. 
Локалізований у клітинній мембрані, мембрані, клітинних відростках.